# Nitocra balnearia
Nitocra balnearia är en kräftdjursart som beskrevs av Por 1964. Nitocra balnearia ingår i släktet Nitocra och familjen Ameiridae. Inga underarter finns listade i Catalogue of Life.